# Thornburghiella bipunctata
Thornburghiella bipunctata is een muggensoort uit de familie van de glansmuggen (Psychodidae). De wetenschappelijke naam van de soort is voor het eerst geldig gepubliceerd in 1899 door Kincaid.